# マイク・ケリン
マイク・ケリン（Mike Kellin、1922年4月26日 - 1983年8月26日）は、アメリカ合衆国の俳優。

## 出演作品
- サマーキャンプ・インフェルノ
- 恋のジーンズ大作戦／巨人の女に手を出すな
- 序曲・１３日の金曜日
- 新宇宙空母ギャラクティカ
- ミッドナイト・エクスプレス
- ディーモン／悪魔の受精卵
- グリニッチ・ビレッジの青春（ベン・ラピンスキー）
- 疑惑の柩
- フリービーとビーン／大乱戦
- マンハッタン２５時／ザ・コネクション
- 暴動
- 絞殺魔
- ある戦慄（ハリー・パーヴィス）